# Sinfónico (álbum de Congreso)
Sinfónico es el vigésimo primer álbum del grupo Congreso, el cual consta de temas del repertorio de la banda interpretadas junto a la Orquesta Sinfónica de la Universidad de Concepción, además de preludios instrumentales compuestos especialmente para la obra. La dirección orquestal estuvo a cargo de Francisco Núñez. 

## Temas
- 1. Preludio El Baile De Todos (La Última Huella)
- 2. El Baile De Todos
- 3. Hay Una Mirada
- 4. Viaje Al Corazón
- 5. Voladita Nortina
- 6. Quién Detiene Este Amor
- 7. Viaje Por La Cresta Del Mundo
- 8. Hijo Del Diluvio
- 9. Preludio En Horario Estelar
- 10. En Horario Estelar
- 11. Ya Es Tiempo
- 12. Andén Del Aire
- 13. Canción Del Último Hombre
- 14. El Baile De Todos

## Músicos
- Sergio González: composición, batería.
- Francisco Sazo: textos, voz y trutruca.
- Hugo Pirovic: flauta, saxo, percusión y coros.
- Jaime Atenas: saxos
- Raúl Aliaga: marimba y percusión
- Sebastián Almarza: piano, teclados y segunda voz.
- Federico Fauré: bajo y contrabajo
- Francisco Núñez: dirección orquestal
- Orquesta Sinfónica de la Universidad de Concepción

- Datos: Q28517672